# Krzysztof Chmielecki
Krzysztof Chmielecki herbu Jastrzębiec (zm. w 1652 roku) – chorąży łukowski w latach 1641-1652.
W 1649 roku był uczestnikiem popisu pospolitego ruszenia szlachty województwa lubelskiego w chorągwi starosty łukowskiego Jana Bartosza Kazanowskiego z wyprawy ziemi łukowskiej.